# Mistrzostwa Ameryki Północnej i Karaibów w Piłce Ręcznej Kobiet 2025
Mistrzostwa Ameryki Północnej i Karaibów w Piłce Ręcznej Kobiet 2025 – czwarte mistrzostwa Ameryki Północnej i Karaibów w piłce ręcznej kobiet, oficjalny międzynarodowy turniej piłki ręcznej o randze mistrzostw kontynentu zorganizowany przez NACHC mający na celu wyłonienie najlepszej żeńskiej reprezentacji narodowej w Ameryce Północnej i Karaibach. Odbył się w dniach 7–12 kwietnia 2025 roku w mieście Meksyk. Mistrzostwa były jednocześnie eliminacjami do MŚ 2025.
W zawodach z powodów finansowych nie wzięła udziału Grenlandia, która zwyciężyła w poprzedniej edycji. O jedno miejsce premiowane awansem na MŚ 2025 rywalizowało pięć reprezentacji – w pierwszej fazie systemem kołowym, a następnie czołowa dwójka zmierzyła się w meczu finałowym, kolejne dwie zaś zagrały o trzecią lokatę. Fazę grupową z kompletem zwycięstw zakończyła reprezentacja Kuby, która zwyciężyła także w finale.

## Faza grupowa
| 7 kwietnia 202516:00 | Kanada | 37:26(16:8) | Portoryko | Centro Deportivo Olímpico Mexicano, Meksyk |
| 7 kwietnia 202516:00 |        | 37:26(16:8) |           | Centro Deportivo Olímpico Mexicano, Meksyk |

| 7 kwietnia 202518:00 | Meksyk | 21:19(12:6) | Stany Zjednoczone | Centro Deportivo Olímpico Mexicano, Meksyk |
| 7 kwietnia 202518:00 |        | 21:19(12:6) |                   | Centro Deportivo Olímpico Mexicano, Meksyk |

| 8 kwietnia 202516:00 | Stany Zjednoczone | 17:26(9:15) | Kanada | Centro Deportivo Olímpico Mexicano, Meksyk |
| 8 kwietnia 202516:00 |                   | 17:26(9:15) |        | Centro Deportivo Olímpico Mexicano, Meksyk |

| 8 kwietnia 202518:00 | Portoryko | 23:35(10:17) | Kuba | Centro Deportivo Olímpico Mexicano, Meksyk |
| 8 kwietnia 202518:00 |           | 23:35(10:17) |      | Centro Deportivo Olímpico Mexicano, Meksyk |

| 9 kwietnia 202516:00 | Kuba | 29:19(18:12) | Kanada | Centro Deportivo Olímpico Mexicano, Meksyk |
| 9 kwietnia 202516:00 |      | 29:19(18:12) |        | Centro Deportivo Olímpico Mexicano, Meksyk |

| 9 kwietnia 202518:00 | Portoryko | 23:28(10:13) | Meksyk | Centro Deportivo Olímpico Mexicano, Meksyk |
| 9 kwietnia 202518:00 |           | 23:28(10:13) |        | Centro Deportivo Olímpico Mexicano, Meksyk |

| 10 kwietnia 202516:00 | Stany Zjednoczone | 31:22(16:9) | Portoryko | Centro Deportivo Olímpico Mexicano, Meksyk |
| 10 kwietnia 202516:00 |                   | 31:22(16:9) |           | Centro Deportivo Olímpico Mexicano, Meksyk |

| 10 kwietnia 202518:00 | Meksyk | 21:27(11:13) | Kuba | Centro Deportivo Olímpico Mexicano, Meksyk |
| 10 kwietnia 202518:00 |        | 21:27(11:13) |      | Centro Deportivo Olímpico Mexicano, Meksyk |

| 11 kwietnia 202516:00 | Kuba | 34:16(15:7) | Stany Zjednoczone | Centro Deportivo Olímpico Mexicano, Meksyk |
| 11 kwietnia 202516:00 |      | 34:16(15:7) |                   | Centro Deportivo Olímpico Mexicano, Meksyk |

| 11 kwietnia 202518:00 | Kanada | 18:28(8:13) | Meksyk | Centro Deportivo Olímpico Mexicano, Meksyk |
| 11 kwietnia 202518:00 |        | 18:28(8:13) |        | Centro Deportivo Olímpico Mexicano, Meksyk |

## Faza pucharowa

### Mecz o 3. miejsce
| 12 kwietnia 202514:00 | Kanada | 26:20(11:12) | Stany Zjednoczone | Centro Deportivo Olímpico Mexicano, Meksyk |
| 12 kwietnia 202514:00 |        | 26:20(11:12) |                   | Centro Deportivo Olímpico Mexicano, Meksyk |

### Mecz o 1. miejsce
| 12 kwietnia 202516:00 | Kuba | 32:21(15:10) | Meksyk | Centro Deportivo Olímpico Mexicano, Meksyk |
| 12 kwietnia 202516:00 |      | 32:21(15:10) |        | Centro Deportivo Olímpico Mexicano, Meksyk |

## Klasyfikacja końcowa
| Miejsce | Reprezentacja     | Uwagi          |
| ------- | ----------------- | -------------- |
| złoto   | Kuba              | awans: MŚ 2025 |
| srebro  | Meksyk            | –              |
| brąz    | Kanada            | –              |
| 4       | Stany Zjednoczone | –              |
| 5       | Portoryko         | –              |